# Polypedilum chubetucedeum
Polypedilum chubetucedeum är en tvåvingeart som beskrevs av Sasa och Suzuki 2001. Polypedilum chubetucedeum ingår i släktet Polypedilum och familjen fjädermyggor. Inga underarter finns listade i Catalogue of Life.